# Ivan De Witte
Pour les articles homonymes, voir de Witte.
Ivan De Witte (né à Moortsele en 1947) est un homme d'affaires belge. 
Il est le fondateur et actuel administrateur-délégué de la firme Hudson België (Ressources humaines), connue d'abord sous l'appellation De Witte & Morel.
Depuis 1999, Ivan De Witte est le président du club de football de la KAA La Gantoise. Il succède dans cette fonction à Jean Van Milders.
Ivan De Witte est aussi le président de la Pro League (Ligue professionnelle du football belge).

## Biographie
Ivan De Witte est né en 1947 au village de Moortsele, en Flandre Orientale. Ses parents ont un commerce de viande. Plus tard, la famille déménage à Merelbeke. De Witte étudie le Latin-Grec au Sint-Lievenscollege à Gand et obtient ensuite un diplôme de psychologie industrielle à l'Université de Gand. Après ses études, il travaille encore une année comme assistant à l'université. À partir de ses seize ans, il joue quelques années à l'équipe modeste Eendracht Moortsele. Après, il est un joueur de l'équipe de KAA La Gantoise.

### Carrière en tant qu'entrepreneur
Ensuite, De Witte fait partie des cadres de la société sidérurgique Sidmar, où il rencontre Maarten Morel. En 1982, les deux hommes démissionnent et fondent la société De Witte & Morel, une entreprise spécialisée en gestion des ressources humaines. En 1995, la société de conseil devient en grande partie la propriété de Ernst_&_Young. De Witte est toujours le Chef de la direction dans la nouvelle structure de l'organisation de l'association gantoise. Six années plus tard, De Witte & Morel est vendu à la société TMP Worldwide. En 2003, la société devient une partie du groupe Américain Hudson Highland. Cinq années plus tard, le nom est changé en Hudson Belgium. Depuis 2008, De Witte est le directeur général de Hudson Benelux.

### Carrière en tant que directeur du football
Au cours des années 1990, De Witte est membre du conseil d'administration de l'équipe de football KAA La Gantoise. Juste avant le début de la saison 1999/2000, il succédait à Jean Van Milders comme président du club. En coopération avec le manager Michel Louwagie, il essayait de supprimer une énorme dette de 23 millions d'euros. En janvier 2013, il est annoncé que le président et le manager ont réussi cette tâche. Deux années plus tôt, l'équipe avait commencé la construction d'un nouveau stade. Depuis la saison 2013/14, KAA La Gantoise joue ses matches dans le stade moderne Ghelamco Arena.
En 2007, De Witte devient également le président de la Pro League. Il est le successeur de Jean-Marie Philips, qui devient le CEO de l'Union Royale Belge des Sociétés de Football (KBVB). Sous la présidence de De Witte, la compétition belge est renommée en Jupiler Pro League et les play-offs sont introduits. En 2011, De Witte passe le flambeau à Ronny Verhelst.